# Edward McCartan

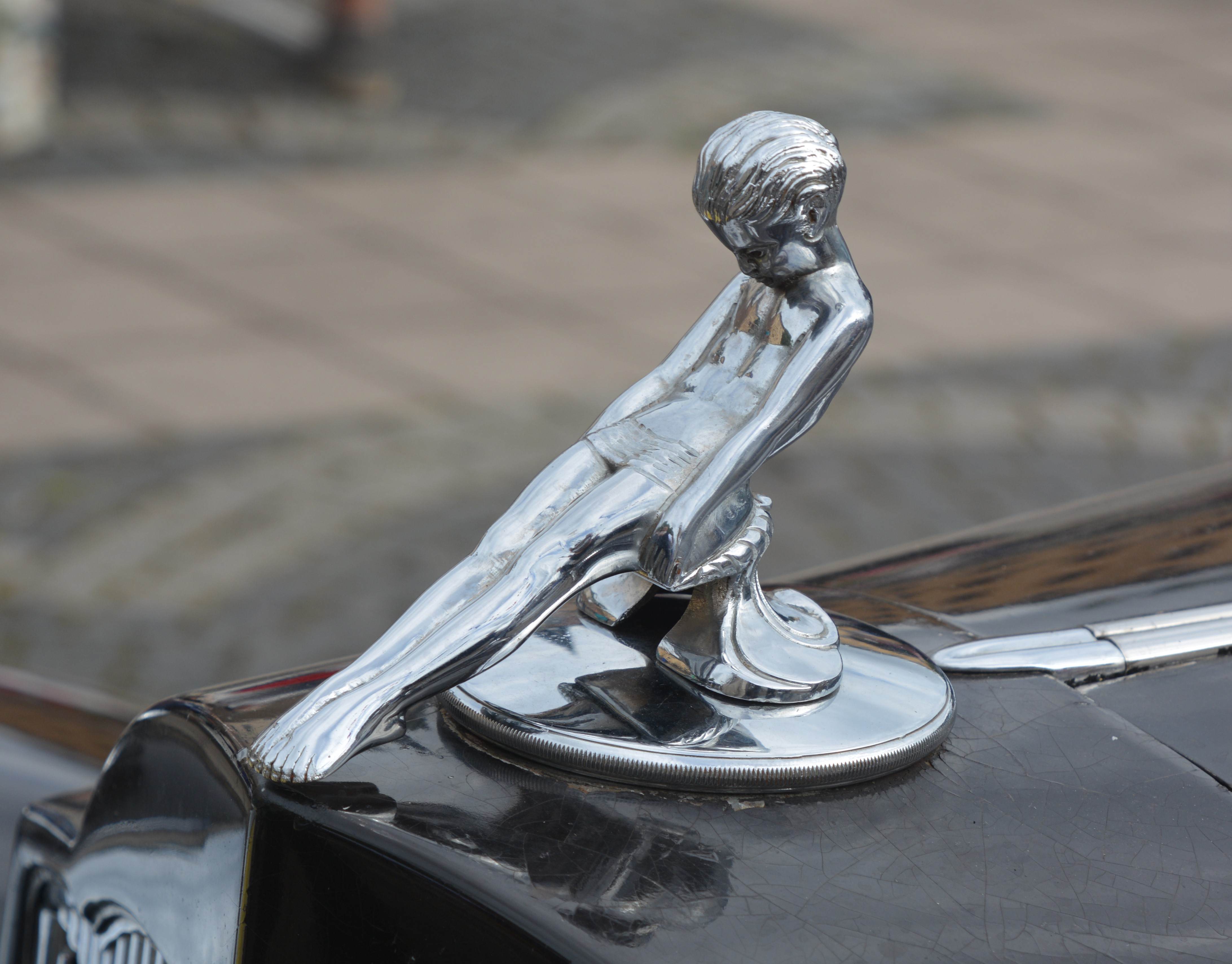
Adonis, kylarprydnad på Packard Eight 1929-1932

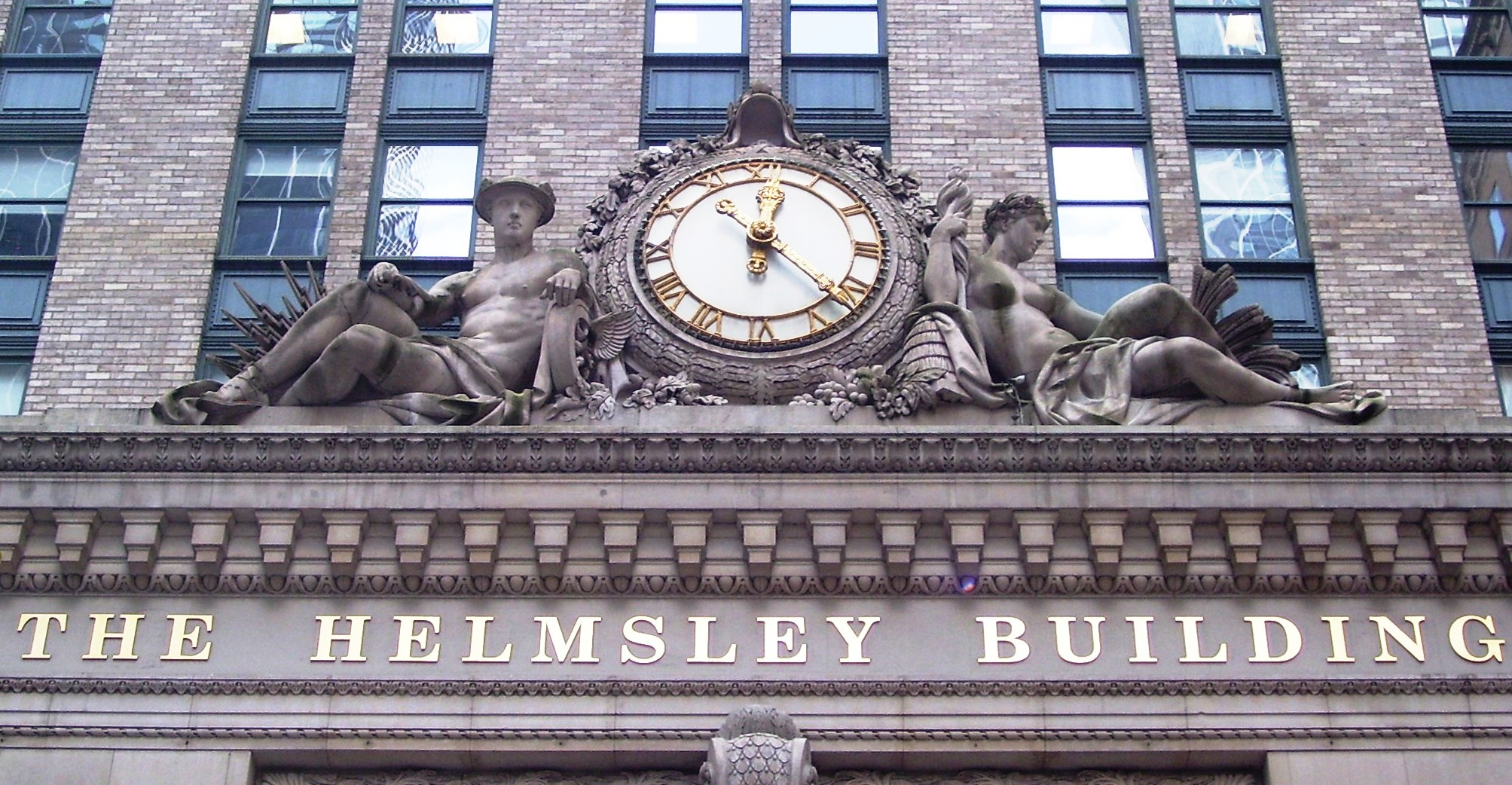
Hermes och Industry vid Park Avenue Clock på Helmsley Building i New York

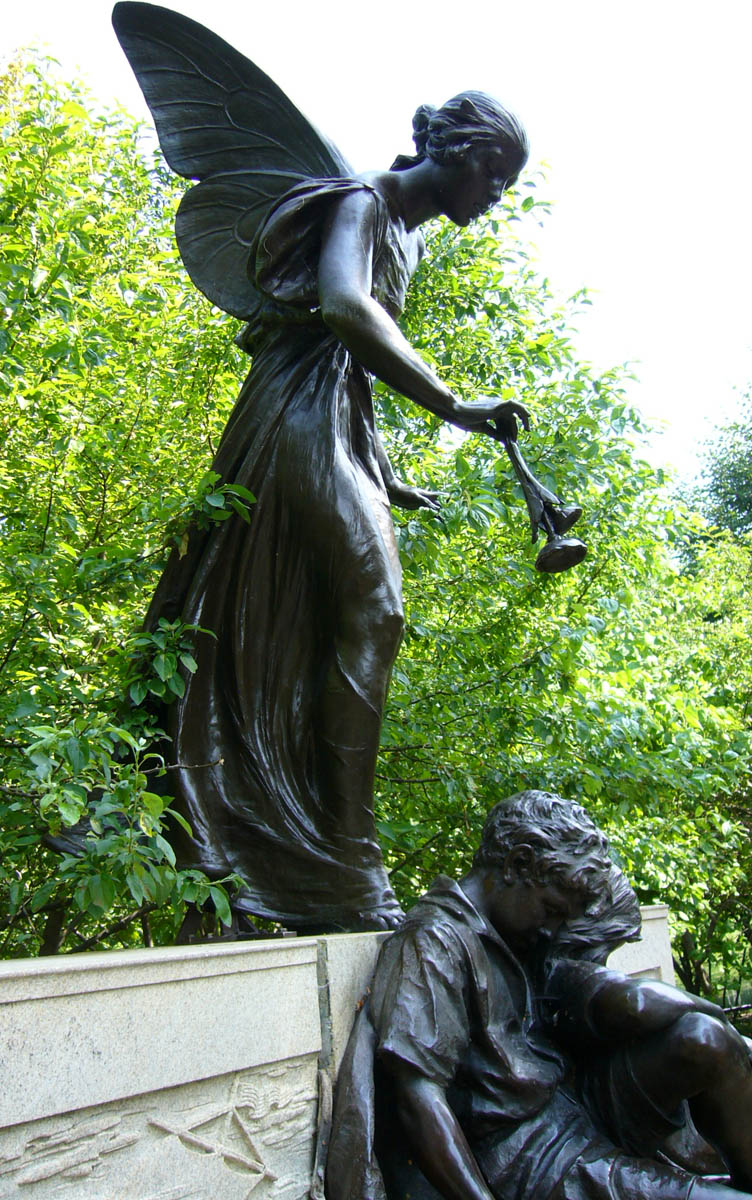
Dream Lady på Eugene Field Memorial

Edward Francis McCartan, född 16 augusti 1879 i Albany i delstaten New York i USA, död 20 september 1947 i New Rochell i New York i USA, var en amerikansk skulptör. Han är mest känd för dekorativa bronsskulpturer, som var populära på 1920-talet i USA.
Edward McCartan utbildade sig till skulptör på Pratt Institute i New York för skulptören Herbert Adams. Han studerade också för George Grey Barnard och Hermon Atkins MacNeil på Art Students League of New York och därefter på École des Beaux-Arts i Paris i Frankrike för Jean Antoine Injalbert och på American Academy i Rom i Italien. Han återvände till USA 1910. 
Edward McCartan var mest intresserad av mytologiska temata. Hans skulpturer finns bland annat som en del av Park Avenue Clock på Helmsley Building på 230 Park Avenue i New York och som delar av Eugene Field Memorial i Chicago.
År 1914 blev han chef för skulpturavdelningen på Beaux-Arts Institute of Design i New York.

## Verk
- Girl Drinking from a Shell, omkring 1915 Reading Public Museum, Reading, Pennsylvania
- Nymph and Satyr, 1920, The Century Association, New York
- Boy and Panther, 1920,
- Dream Lady, Eugene Field Memorial 1922, Lincoln Park, Chicago
- Diana, 1923, Metropolitan Museum of Art, New York
- Diana and Hound, 1923, High Museum of Art, Atlanta, Georgia
- Dionysus 1923, ommodellerad 1936, Brookgreen Gardens, South Carolina
- Diana and Doe 1924
- Bather, 1935, Pennsylvania Academy of the Fine Arts
- Nymph and Frog, 1938